# Provincia di Avila
Avila è una provincia della comunità autonoma di Castiglia e León, nella Spagna centrale.
Confina con le province di Salamanca a ovest, di Valladolid a nord, di Segovia a nord-est, con la comunità autonoma di Madrid a est, con la Castiglia-La Mancia (provincia di Toledo) a sud e l'Estremadura (provincia di Cáceres) a sud-ovest.
La superficie è di 8050 km², la popolazione nel 2003 era di 166 108 abitanti.
Il capoluogo è Avila, altri centri importanti sono Arévalo e Arenas de San Pedro.

## Configurazione geografica
La caratteristica di questa provincia è una grande diversità orografica.
Per questo si divide in tre grandi regioni geografiche:
- La zona nord, continuazione della Meseta Norte, caratterizzata da un paesaggio piano e i suoi materiali sedimentari. È una zona dal clima continentale con lunghi e freddi inverni ed estati corte ma calde. Tra le località importanti di questa zona: Piedrahíta, El Barco de Ávila, La Horcajada e La Aldehuela.
- La zona centrale, dove si localizzano le zone montagnose (Sierra de Gredos, Sierra de Béjar, Sierra de Villafranca, La Serrota, Sierra de la Paramera, Sierra de Ávila, Sierra de Malagón, etc.) con ingenti formazioni granítiche. Il suo clima di montagna è caratterizzato da temperature molto basse nel periodo invernale ed estati brevi e non molto calde.
- Infine, la zona sud che comprende la Valle del Tiétar e la bassa valle dell'Alberche, caratterizzata dalla bassa altitudine e un clima più mite. In questa zona sono diffusi aranceti, uliveti e palmeti.

## Comarche
La provincia di Avila si divide in cinque comarche:
- Comarca di Avila
- La Moraña
- El Barco de Ávila - Piedrahíta
- Burgohondo - El Tiemblo - Cebreros
- Comarca di Arenas de San Pedro